# Янсі Батлер
Янсі Вікторія Батлер (англ. Yancy Butler; 2 липня 1970) — американська акторка.

## Біографія
Народилася 2 липня 1970 року в Нью-Йорку. Батько Джо Батлер — професійний музикант, барабанщик рок-гурту «The Lovin' Spoonful». Мати Леслі Батлер була менеджеркою і акторкою на Бродвеї. У 13 років Янсі захопилася акторською майстерністю і почала навчатися в престижному HB Studio в Нью-Йорку, потім навчалася в університеті Sarah Lawrence College, який закінчила в 1991 році.

## Кар'єра
Першу роль отримала ще дитиною у фільмі «Дикі вихідні» (1979). На початку 1990-х почала зніматися у телесеріалах «Манн і машина» та «Дикий пляж». 1993 року зіграла у фільмі «Важка мішень», де знімався Жан-Клод Ван Дам. Наступний її фільм «Зона висадки» (1994) провалився в прокаті, а після знялася ще в кількох дрібних картинах. 1997 року Батлер повернулася на телебачення, де виконала роль у серіалі «Південний Бруклін». 2000 року зіграла супергероїню Сару Пецціні у фільмі «Лезо відьом», після успіху якого зняли серіал «Клинок відьом». 2002 року здобула премію «Сатурн» за найкращу жіночу роль на телебаченні.
Після нетривалого успіху акторська кар'єра Батлер пішла на спад. Довгий час мала алкогольну та наркотичну залежності. Неодноразово її звинувачували в хуліганстві та керуванні автомобілем у нетверезому стані. Тривалий час перебувала в реабілітаційних центрах та лікарнях. Нині Батлер знімається нечасто й у другорядних ролях.

## Фільмографія
| Рік       |    | Українська назва                        | Оригінальна назва                                      | Роль                        |
| --------- | -- | --------------------------------------- | ------------------------------------------------------ | --------------------------- |
| 1979      | ф  | Дикі вихідні                            | Savage Weekend                                         | маленька дівчина            |
| 1991      | с  | Закон і порядок                         | Law & Order                                            | Беверлі Керн                |
| 1992      | с  | Виноградна лоза                         | Grapevine                                              | Карен                       |
| 1992      | с  | Манн і машина                           | Mann & Machine                                         | сержант Єва Едісон          |
| 1993      | с  | Дикий пляж                              | South Beach                                            | Кейт Патрік                 |
| 1993      | ф  | Убивство на замовлення                  | The Hit List                                           | Джордан Геннінг             |
| 1993      | ф  | Важка мішень                            | Hard Target                                            | Наташа Біндер               |
| 1994      | ф  | Зона висадки                            | Drop Zone                                              | Джессі Кроссман             |
| 1995      | ф  | Нехай це буду я                         | Let It Be Me                                           | Корінна                     |
| 1996      | ф  | Швидкі гроші                            | Fast Money                                             | Франческа Марш              |
| 1997      | ф  | Розплата за гріхи                       | The Ex                                                 | Дейдре Кеньон               |
| 1997      | ф  | Секретний бункер                        | Ravager                                                | Аведон Гаммонд              |
| 1997      | ф  | Сад Енні                                | Annie's Garden                                         | Ліза Міллер                 |
| 1997      | с  | Поліція Нью-Йорка                       | NYPD Blue                                              | Люсінда «Люсі» Гастінгс     |
| 1997      | с  | Примхи науки                            | Perversions of Science                                 | Ліза Геро                   |
| 1997—1998 | с  | Південний Бруклін                       | Brooklyn South                                         | Анн-Марі Керсі              |
| 1998      | мс | Дика сімейка Тонберів                   | The Wild Thornberrys                                   | турист 3                    |
| 1998      | ф  | Насолода                                | The Treat                                              | Венді                       |
| 1999      | ф  | Секретні файли                          | The Witness Files                                      | Сенді Дікінсон              |
| 2000      | ф  | Судний день                             | Doomsday Man                                           | Кейт                        |
| 2000      | тф | Спін і Марті йдуть по сліду             | The New Adventures of Spin and Marty: Suspect Behavior | Вероніка Гулка              |
| 2000      | тф | Лезо відьом                             | Witchblade                                             | детектив Сара «Пец» Пецціні |
| 2000      | тф | Привиди минулого                        | Thin Air                                               | Ліза Сент Клер              |
| 2000      | с  | Третя зміна                             | Third Watch                                            | Трева                       |
| 2001—2002 | с  | Клинок відьом                           | Witchblade                                             | детектив Сара «Пец» Пецціні |
| 2003      | с  | Лігво Ліона                             | The Lyon's Den                                         | Сандра Превін               |
| 2004      | ф  | Останній лист                           | The Last Letter                                        | міс Тоні / Алісія Кромвель  |
| 2006      | ф  | Зона удару                              | Striking Range                                         | Емілі Йохансон              |
| 2006      | тф | Невдалий жарт                           | Double Cross                                           | Кеті Свенсон                |
| 2006      | тф | Василіск: Цар змій                      | Basilisk: The Serpent King                             | Анна                        |
| 2007      | с  | Як обертається світ                     | As the World Turns                                     | Ава Дженкінс                |
| 2008      | ф  | Голосуй і помри: Лист для президента    | Vote and Die: Liszt for President                      | Енн Барклелі                |
| 2009      | тф | Вулфсбейн: Людина-вовк                  | Wolvesbayne                                            | Ліліт                       |
| 2010      | тф | Озеро страху 3                          | Lake Placid 3                                          | Реба                        |
| 2010      | ф  | Пипець                                  | Kick-Ass                                               | Енджі Д'Аміко               |
| 2011      | с  | Менталіст                               | The Mentalist                                          | тітка Джоді                 |
| 2011      | тф | Гнів Йеті                               | Rage of the Yeti                                       | Віллерс                     |
| 2012      | тф | Озеро страху 4                          | Lake Placid: The Final Chapter                         | Реба                        |
| 2012      | ф  | Тиждень акул                            | Shark Week                                             | Єлена                       |
| 2013      | ф  | Темний ліс: Ганс, Грета і 420-та відьма | Hansel & Gretel Get Baked                              | офіцер Гарт                 |
| 2013      | ф  | Пипець 2                                | Kick-Ass 2                                             | місіс Д'Аміко               |
| 2015      | ф  | Озеро страху: Анаконда                  | Lake Placid vs. Anaconda                               | Реба                        |
| 2017      | ф  | Смертельні перегони 2050                | Death Race 2050                                        | Алексіс                     |
| 2020      | ф  | Крик. Кривава помста.                   | Initiation                                             |                             |